# Utah
Lo Utah (in inglese ) è uno Stato federato degli Stati Uniti, sigla UT. Viene tradizionalmente collocato nella regione del Sud-ovest e talvolta in quella delle Montagne Rocciose degli Stati Uniti d'America. Lo Utah è il 13° più ampio, il 30° più popoloso e il 10° meno densamente popolato dei 50 Stati degli Stati Uniti. Lo Stato ha una popolazione di 3 205 958 abitanti, circa l'80% dei quali vivono lungo il Fronte Wasatch, incentrato su Salt Lake City, lasciando vaste aree dello Stato quasi disabitate. Lo Utah confina con il Colorado a est, il Wyoming a nord-est, l'Idaho a nord, l'Arizona a sud, e il Nevada a ovest. Tocca anche un angolo del Nuovo Messico a sud-est. È diventato il 45º stato ammesso all'Unione il 4 gennaio 1896.
Lo Utah è lo Stato religiosamente più omogeneo dell'Unione. Circa il 62% degli abitanti dello Utah è membro della Chiesa di Gesù Cristo dei Santi degli Ultimi Giorni, la corrente maggioritaria dei Mormoni, che influenza notevolmente la cultura dello Utah e la vita quotidiana. La sede mondiale della Chiesa si trova nella capitale dello Stato, Salt Lake City.
Lo Stato è un centro di trasporti, istruzione, informatica e ricerca, servizi pubblici, estrazione mineraria, e una destinazione turistica molto importante per le sue bellezze naturali. Secondo la stima della popolazione dello United States Census Bureau, lo Utah è il secondo Stato con la più rapida crescita negli Stati Uniti a partire dal 2013. St. George è stata l'area metropolitana con la più rapida crescita negli Stati Uniti dal 2000 al 2005. Secondo il sondaggio del 2012 di Gallup, lo Utah è il "miglior stato in cui vivere" sulla base di 13 parametri tra cui l'economia, lo stile di vita e la salute.

## Geografia fisica
Lo Utah è uno Stato roccioso ma con tre distinte regioni geologiche: le Montagne Rocciose, il Gran Bacino, e l'altopiano del Colorado. Lo Utah è noto anche per la grande varietà del suo paesaggio naturale che va dagli aridi deserti con dune di sabbia, alle rigogliose foreste di pini nelle vallate montane.
Lo Utah confina con l'Idaho e il Wyoming a nord, il Colorado a est, in un solo punto a sud-est con il Nuovo Messico (è infatti uno degli stati cui appartiene il punto di confine quadruplo detto "Four Corners") e con l'Arizona a sud. Ha una superficie di 219 887 km².
Una peculiarità di questo Stato è la grande varietà di ambienti che vi si incontrano. Al centro dello Stato c'è la catena montuosa dei Monti Wasatch, che raggiunge vette di 3 650 m s.l.m. Parte di queste montagne ricevono qualcosa come 12,7 m di neve l'anno e sono considerate un posto ideale per gli amanti degli sport invernali proprio in virtù della qualità e della quantità della neve. Nel nord-est dello Stato, procedendo da est a ovest, ci sono i Monti Uinta, che raggiungono i 3 950 m e più. La vetta più alta dello Stato, Kings Peak (4 123 m) fa parte di questa catena montuosa.
Nella parte più occidentale dei Monti Wasatch c'è il Wasatch Front, costituito da una serie di valli e bacini che ospitano la parte più popolosa dello Stato. Le città principali di Ogden, Salt Lake City, Logan, West Valley City, Sandy, West Jordan, Orem e Provo appartengono tutte a questa regione, che si estende approssimativamente da Brigham City all'estremo nord, fino a Nephi, che è non molto distante dal centro geografico dello Stato. Circa il 75% della popolazione dello Utah vive in questo "corridoio", e la distesa urbana continua a espandersi lungo i confini di queste valli.
Lo Utah occidentale è per lo più costituito da un terreno desertico caratterizzato da aride catene montuose intervallate da grandi e brulle vallate, come del resto è tipico in tutto il vicino Nevada. Il paesaggio è costituito da piccole catene montuose e suoli accidentati. Vi sono anche delle eccezioni, come le Bonneville Salt Flats che rappresentano una zona perfettamente pianeggiante, in quanto vecchio letto di un lago, il lago Bonneville. Il Gran Lago Salato, il lago Utah, il lago Sevier, il lago Rush e il Piccolo Lago Salato sono i resti proprio di questo grande e antico lago di acqua dolce che un tempo copriva una buona porzione della parte orientale del Gran Bacino. Ad ovest del Gran Lago Salato, giace il deserto del Gran Lago Salato, che si estende fino ai confini col Nevada e rappresenta l'area più arida di tutto lo Stato.
Il panorama dello Utah meridionale è caratterizzato dai colori e dalle forme assunte dalla roccia arenaria. Il fiume Colorado e i suoi affluenti hanno scavato i loro percorsi all'interno di questa roccia, creando alcuni dei paesaggi più selvaggi e impressionanti del mondo. Vento e pioggia hanno scolpito questa roccia friabile per milioni di anni. Canyon, guglie, archi, pinnacoli, butte (rocce emergenti tipiche del paesaggio western), calanchi e mesas sono ciò che si può osservare nello Utah sud-orientale. A salvaguardia di questo patrimonio paesaggistico sono stati istituiti diversi parchi protetti come il Parco nazionale degli Arches, quello del Bryce Canyon, quello delle Canyonlands, il Capitol Reef e quello di Zion. Ci sono poi altre aree protette di interesse federale come i monumenti nazionali di Cedar Breaks, di Grand Staircase-Escalante, di Hovenweep e quello dei Natural Bridges (ponti naturali), e poi ci sono le aree protette (Recreation Area) come quella di Glen Canyon (dove c'è la popolare attrazione del Lago Powell) e i Parchi statali di Dead Horse Point, Goblin Valley e Monument Valley, sito popolarissimo per essere stato il set di film celeberrimi.

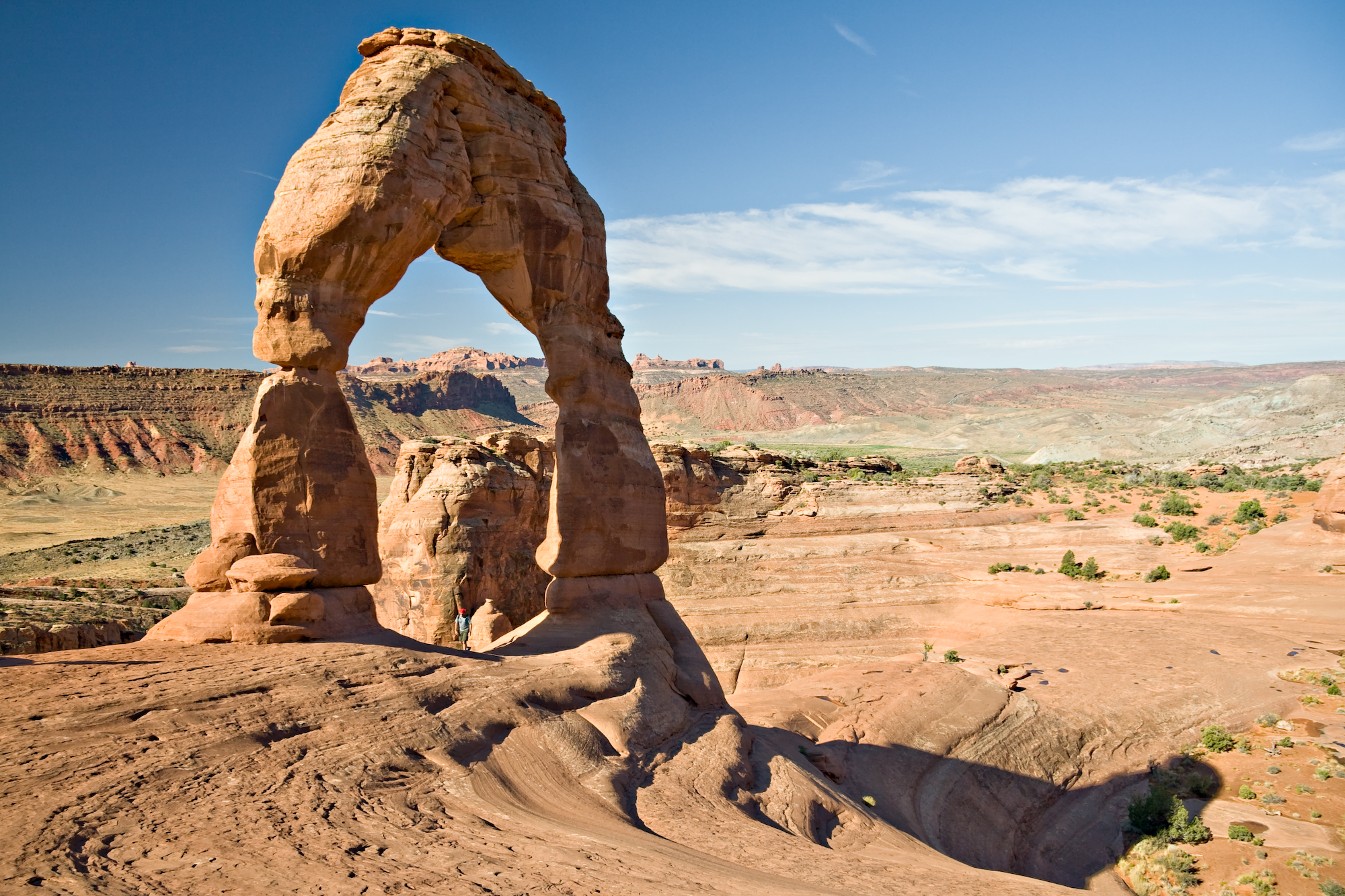
Il Parco nazionale degli Arches.

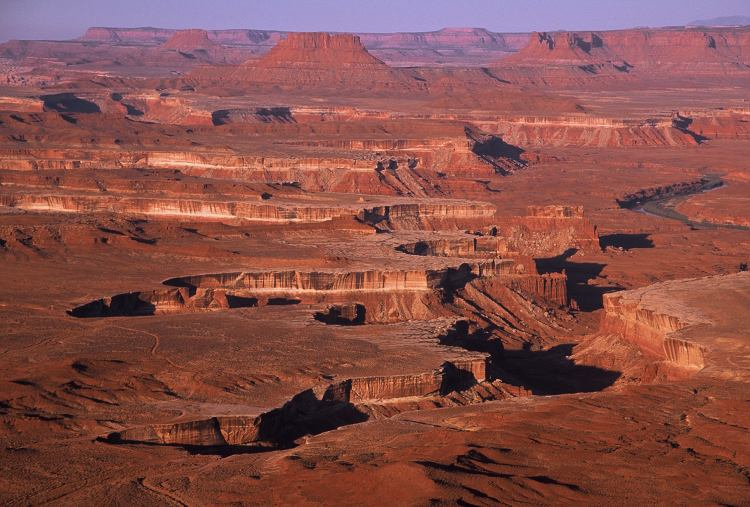
Il Parco nazionale delle Canyonlands.

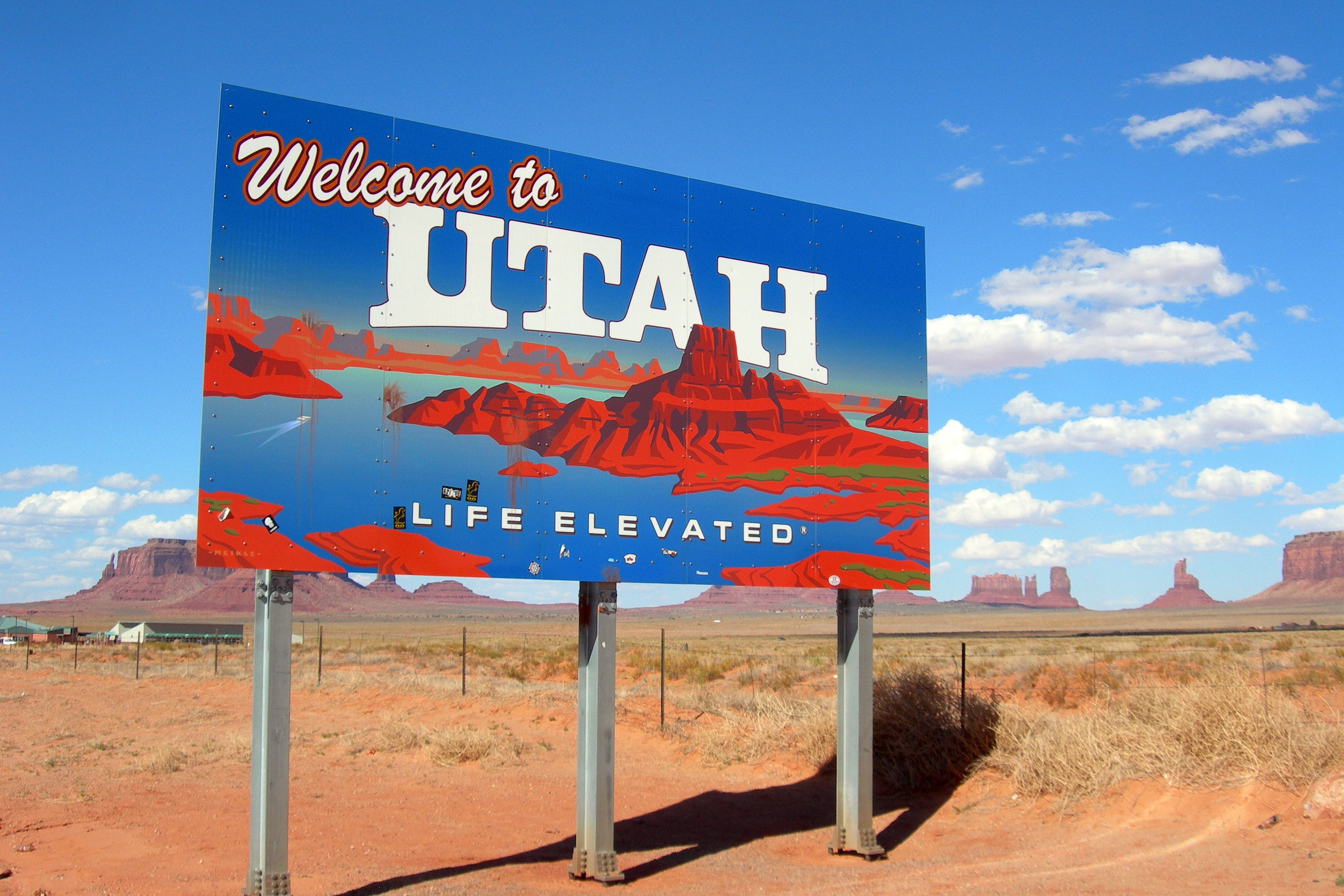
Cartello di confine con vista della Monument Valley.

La zona meno elevata e più calda dello Stato è quella sud-occidentale. Ancor oggi questa parte dello Utah viene chiamata Dixie dal nomignolo che le venne attribuito dopo che i primi coloni tentarono di piantarvi il cotone. Beaverdam Wash, l'estremo sud-occidentale dello Utah è il punto meno elevato dello Stato con i suoi 610 m. Qui c'è anche la porzione più settentrionale del deserto del Mojave. Dixie è una zona che attrae turisti ed è una destinazione sempre più gradita dai pensionati, così che la popolazione è in rapido aumento.
Lo Utah orientale ha un'altitudine media molto elevata. È sede di miniere, e vi si estraggono petrolio e gas naturale. Una buona porzione del suo territorio è occupata dalla riserva indiana di Uintah and Ouray. La nazione Navajo si estende anche nella parte sud-orientale. L'attrazione turistica più famosa di questa zona è il Dinosaur National Monument.
Come per gran parte degli altri stati dell'ovest e del sud-ovest, il governo federale degli Stati Uniti possiede la maggior parte del territorio statale. Nello Utah oltre il 70% della superficie statale è dei vari organismi pubblici nazionali, per lo più per la tutela dell'ambiente selvaggio (wilderness), dei parchi e dei paesaggi naturali.

### Clima
Gran parte dello Utah è caratterizzato da clima arido e altitudine elevata. La maggior parte dell'est e del sud dello Stato ricevono appena 300 mm di precipitazioni all'anno, quando ci sono moltissime zone di montagna che ne ricevono anche più di 1 metro, con punte addirittura di 1,5 m. La maggior parte dell'ovest riceve circa 25 cm, mentre nel Wasatch Front si arriva approssimativamente a 38 cm. Il deserto del Gran Lago Salato è particolarmente secco, con meno di 13 cm all'anno. Le nevicate invernali sono comuni ovunque con l'eccezione del confine meridionale e del suddetto deserto. Nella capitale, Salt Lake City, ci sono quasi 1,5 m di neve ogni anno (amplificati dal cosiddetto "effetto lago" provocato dal Gran Lago Salato). Molte zone montuose arrivano a 9 metri l'anno, e in alcuni punti del Wasatch Range, come già detto, si arriva addirittura a 12,7 m. Le nevicate si hanno da fine novembre a tutto marzo nelle zone meno elevate, da ottobre fino a maggio nelle montagne che poi, possono restare coperte di neve fino a luglio. Nebbia e foschia, spesso causate da fenomeni di inversione termica sono comuni nelle valli in inverno, specie nel Uinta Basin, appena a sud dei Monti Uinta.
Durante i mesi estivi e autunnali le precipitazioni si devono soprattutto ai temporali provenienti da sud e consistenti in brevi, sporadici e intensi rovesci accompagnati da fulmini che possono causare incendi o fenomeni alluvionali. Nel resto dell'anno le precipitazioni giungono dall'Oceano Pacifico. Primavera è la stagione più piovosa nel nord mentre la fine dell'estate e l'inizio dell'autunno lo sono per la parte meridionale.
Le temperature invernali sono in quasi tutto lo Stato costantemente attorno allo zero. Le massime vanno da -4 °C a 10 °C. Le montagne del nord e dell'est fungono da barriere per le correnti artiche. D'estate le massime vanno da 29 °C a 38 °C.
Lo Utah, come la maggior parte degli Stati dell'ovest, ha pochi giorni con temporali all'anno. Mediamente sono meno di 40, ciò non toglie che questi fenomeni, quando accadono, possano essere particolarmente intensi. I tornado non sono comuni e se ne contano mediamente 2 all'anno.

## Origini del nome
Il nome "Utah" deriva dal nome della tribù Ute che significa "gente di montagna" nel linguaggio Ute. Secondo altre fonti, "Utah" deriva dal nome Apache "Yudah" che significa "alto". In lingua spagnola veniva chiamata "Yuta", successivamente l'utilizzo della lingua inglese ha adattato la parola in "Utah".

## Storia
Il territorio fu sotto il governo spagnolo fino al 1811 e poi di quello messicano fino al 1848, quando in base al Trattato di Guadalupe Hidalgo, che sancì la fine della guerra messico-statunitense, passò sotto il controllo degli Stati Uniti.
In breve i mormoni si stabilirono sulle sponde del Gran Lago Salato, dove in seguito sorse la capitale Salt Lake City, e incominciarono a colonizzare le aree circostanti. Nel 1849 nacque lo Stato mormone di Deseret, comprendente tutta la vasta regione a est del 42° di latitudine e a ovest dello spartiacque continentale delle Americhe o Montagne Rocciose. Per la prima volta apparve sulla bandiera del nuovo Stato l'alveare simbolo dell'operosità dei coloni mormoni. Tuttavia la fondazione di tale stato non fu mai ratificata dal Congresso degli Stati Uniti che, anzi, lo elevò a territorio nel 1850, riducendone quindi la superficie, fino ai confini attuali. Forti furono le opposizioni del Congresso per il suo ingresso nell'Unione, che fu sancito solo dopo che furono modificate alcune dottrine mormone (come la poligamia); il 4 gennaio 1896 venne ammesso come 45º stato dell'Unione.

## Società

### Città

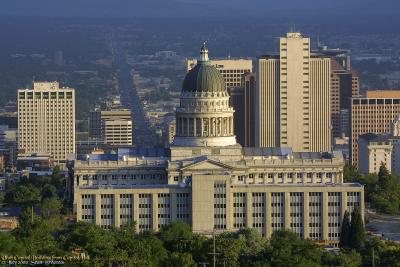
Il Campidoglio di Salt Lake City.

La città più popolosa è la capitale Salt Lake City, con un'area metropolitana di circa 1 257 936 abitanti, che comprende alcune tra le più grandi città dello Stato (West Valley City, West Jordan, Sandy e South Jordan tra le prime 10).
Dalle ultime stime, queste sono le prime 10 città per numero di abitanti:
1. Salt Lake City, 200 591
2. West Valley City, 136 401
3. Provo, 116 288
4. West Jordan, 116 046
5. Orem, 97 521
6. Sandy, 96 901
7. St. George, 87 178
8. Ogden, 82 825
9. Layton, 77 303
10. South Jordan, 74 149

### Religione
- Cristiani: 88%
  - Protestanti: 15%
  - Cattolici: 10%
  - Mormoni: 60%
  - Altri Cristiani: 3%
- Altro: 1%
  - Altre religioni: 1%
- Non affiliati: 11%
  - Credenti senza affiliazione: 6%
  - Atei: 3%
  - Agnostici: 2%

## Sport
Le franchigie dello Utah che partecipano al Big Four (le quattro grandi leghe sportive professionistiche americane) sono:
- Utah Jazz (con sede a Salt Lake City), NBA
- Real Salt Lake, MLS (lega non facente parte del circuito dei Big Four)